# 弗林·唐斯
弗林·唐斯（英語：Flynn Downes，1999年1月20日—）是一位英格蘭足球運動員，現時効力英超球隊南安普顿，曾代表英格蘭U19國家隊參賽。唐斯在場上的位置是中場。

## 俱乐部生涯
2022年7月7日，唐斯与西汉姆联队签订了一份为期五年的合同，还有一年的选择权。

## 榮譽
韋斯咸
- 歐協聯冠軍 : 2022-23[5]